# Qiyang
Qiyang (祁阳市S, QíyángP) è una città-contea della Cina, situata nella provincia di Hunan e amministrata dalla prefettura di Yongzhou.